# Davis Cup 1913
In 1913 werd het toernooi om de Davis Cup  voor de 12e keer gehouden. De Davis Cup is het meest prestigieuze tennistoernooi voor landen dat sinds 1900 elk jaar wordt georganiseerd.
De Verenigde Staten won voor de derde keer de Davis Cup (destijds nog de International Lawn Tennis Challenge genoemd) door in de finale het Verenigd Koninkrijk met 3-2 te verslaan.
België speelde voor het eerst sinds 1904 weer een wedstrijd.

## Finale
Verenigd Koninkrijk -  Verenigde Staten 2-3 (Wimbledon, Engeland, 25-28 juli)

## Uitdagingstoernooi
|  | kwartfinale          | kwartfinale       |                  |   | halve finale 10-12 juli | halve finale 10-12 juli |  |  | finale 17-19 juli | finale 17-19 juli |
|  |                      |                   |                  |   |                         |                         |  |  |                   |                   |
|  |                      |                   |                  |   |                         |                         |  |  |                   |                   |
|  | 6-9 juni             |                   |                  |   |                         |                         |  |  |                   |                   |
|  |                      |                   |                  |   |                         |                         |  |  |                   |                   |
|  | Verenigde Staten     | 4                 |                  |   |                         |                         |  |  |                   |                   |
|  | Verenigde Staten     | 4                 | Engeland         |   |                         |                         |  |  |                   |                   |
|  | Australazië          | 1                 |                  |   |                         |                         |  |  |                   |                   |
|  | Australazië          | 1                 | Verenigde Staten | 5 |                         |                         |  |  |                   |                   |
|  | 3-5 juni             |                   | Verenigde Staten | 5 |                         |                         |  |  |                   |                   |
|  |                      | Duitse Keizerrijk | 0                |   |                         |                         |  |  |                   |                   |
|  | Duitse Keizerrijk    | Duitse Keizerrijk | 0                | 4 |                         |                         |  |  |                   |                   |
|  | Duitse Keizerrijk    |                   | Engeland         | 4 |                         |                         |  |  |                   |                   |
|  | Frankrijk            | 1                 |                  |   |                         |                         |  |  |                   |                   |
|  | Frankrijk            | 1                 | Verenigde Staten | 3 |                         |                         |  |  |                   |                   |
|  | Engeland, 19-21 juni |                   | Verenigde Staten | 3 |                         |                         |  |  |                   |                   |
|  |                      | Canada            | 0                |   |                         |                         |  |  |                   |                   |
|  | Canada               | Canada            | 0                | 4 |                         |                         |  |  |                   |                   |
|  | Canada               | Engeland          |                  | 4 |                         |                         |  |  |                   |                   |
|  | Unie van Zuid-Afrika | 1                 |                  |   |                         |                         |  |  |                   |                   |
|  | Unie van Zuid-Afrika | 1                 | Canada           | 4 |                         |                         |  |  |                   |                   |
|  |                      |                   | Canada           | 4 |                         |                         |  |  |                   |                   |
|  |                      | België            | 0                |   |                         |                         |  |  |                   |                   |
|  | België               | België            | 0                |   |                         |                         |  |  |                   |                   |
|  |                      |                   |                  |   |                         |                         |  |  |                   |                   |
|  | bye                  |                   |                  |   |                         |                         |  |  |                   |                   |
|  |                      |                   |                  |   |                         |                         |  |  |                   |                   |

## België
België speelt in de Wereldgroep.
| datum      | tegenstander | uitslag | locatie             | groep  | ronde        | winst/verlies |
| ---------- | ------------ | ------- | ------------------- | ------ | ------------ | ------------- |
| 12-07-1913 | Canada       | 0-4     | Verenigd Koninkrijk | WG udt | halve finale | v             |

België werd al in de eerste ronde uitgeschakeld.
| niveau 1 | niveau 2 | niveau 3 | niveau 4 | niveau 5 |

Algemeen · Opzet · Finales · Winnaars 
 België ·  Nederland ·  Aruba ·  Nederlandse Antillen 

1900 · 1901 · 1902 · 1903 · 1904 · 1905 · 1906 · 1907 · 1908 · 1909 · 1910 · 1911 · 1912 · 1913 · 1914 · 1915 · 1916 · 1917 · 1918 · 1919 · 1920 · 1921 · 1922 · 1923 · 1924 · 1925 · 1926 · 1927 · 1928 · 1929 · 1930 · 1931 · 1932 · 1933 · 1934 · 1935 · 1936 · 1937 · 1938 · 1939 · 1940 · 1941 · 1942 · 1943 · 1944 · 1945 · 1946 · 1947 · 1948 · 1949 · 1950 · 1951 · 1952 · 1953 · 1954 · 1955 · 1956 · 1957 · 1958 · 1959 · 1960 · 1961 · 1962 · 1963 · 1964 · 1965 · 1966 · 1967 · 1968 · 1969 · 1970 · 1971 · 1972 · 1973 · 1974 · 1975 · 1976 · 1977 · 1978 · 1979 · 1980 · 1981 · 1982 · 1983 · 1984 · 1985 · 1986 · 1987 · 1988 · 1989 · 1990 · 1991 · 1992 · 1993 · 1994 · 1995 · 1996 · 1997 · 1998 · 1999 · 2000 · 2001 · 2002 · 2003 · 2004 · 2005 · 2006 · 2007 · 2008 · 2009 · 2010 · 2011 · 2012 · 2013 · 2014 · 2015 · 2016 · 2017 · 2018 · 2019 · 2020-2021 · 2022 · 2023 · 2024 · 2025